# آرثر كينت وايت
آرثر كينت وايت (بالإنجليزية: Arthur Kent White)‏ هو قسيس أمريكي، ولد في 15 مارس 1889 في دنفر في الولايات المتحدة، وتوفي في 16 سبتمبر 1981 في Zarephath, New Jersey ‏ في الولايات المتحدة.